# SEMDEX
Le SEMDEX est un indice boursier de la bourse de Maurice, composé des 41 principales capitalisations boursières du pays.

## Composants de l'indice
Les entreprises suivantes composent l'indice pour 2025.
| N° | Entreprise                               | Code        | Industrie                 | Capitalisation (en Dolars américains) |
| -- | ---------------------------------------- | ----------- | ------------------------- | ------------------------------------- |
| 1  | Mauritius Commercial Bank                | SEM:MCB     | Banque                    | 2 570 000 000                         |
| 2  | Ireland Blyth Limited                    | SEM:IBLL    | Investissement            | 483 000 000                           |
| 3  | State Bank of Mauritius                  | SEM:SBM     | Banque                    | 328 000 000                           |
| 4  | Ciel                                     | SEM:CIEL    | Procédé agroalimentaire   | 298 000 000                           |
| 5  | Vivo Energy                              | SEM:SHEL    | Pétrole                   | 258 000 000                           |
| 6  | ENL Group (en)                           | SEM:ENLG    | Secteur financier         | 234 000 000                           |
| 7  | Phoenix Beverages                        | SEM:PBL     | Brasserie                 | 228 000 000                           |
| 8  | CIM                                      | SEM:CIM     | Secteur financier         | 227 000 000                           |
| 9  | Groupe Rogers                            | SEM:ROGERS  | Hôtels                    | 221 000 000                           |
| 10 | Emtel                                    | SEM:EMTL    | Télécommunications        | 213 000 000                           |
| 11 | Ascencia                                 | SEM:ASCE    | Immobilier                | 202 000 000                           |
| 12 | New Mauritius Hotels                     | SEM:NMH     | Hôtels                    | 160 000 000                           |
| 13 | Groupe Médine                            | SEM:MSE     | Immobilier                | 156 000 000                           |
| 14 | Sun Limited                              | SEM:SUN     | Hôtels                    | 142 000 000                           |
| 15 | Lux* Resorts & Hotels                    | SEM:NRL     | Hôtels                    | 137 000 000                           |
| 16 | Terra Mauricia                           | SEM:TERA    | Sucre                     | 114 000 000                           |
| 17 | Gamma - Civic                            | SEM:GML     | Construction              | 95 280 000                            |
| 18 | MUA                                      | SEM:MUA     | Assurance                 | 91 200 000                            |
| 19 | Alteo                                    | SEM:ALTG    | Pêche commerciale         | 90 680 000                            |
| 20 | Promotion and Development                | SEM:PADFP   | Immobilier                | 81 190 000                            |
| 21 | Swan General                             | SEM:SWAN    | Assurance                 | 74 450 000                            |
| 22 | Riveo Limited                            | SEM:RIVO    | Hôtels                    | 72 940 000                            |
| 23 | BMH                                      | SEM:BMHL    | Hôtels                    | 49 910 000                            |
| 24 | United Docks                             | SEM:UDL     | Immobilier                | 49 010 000                            |
| 25 | United Basalt Products                   | SEM:UBP     | Construction              | 47 030 000                            |
| 26 | Lottotech                                | SEM:LOTO    | Casino                    | 38 270 000                            |
| 27 | ABCB Holdings                            | SEM:ABCB    | Banque                    | 33 830 000                            |
| 28 | Omnicane (en)                            | SEM:MTMD    | Fournisseur d'électricité | 31 260 000                            |
| 29 | Fincorp                                  | SEM:FINCORP | Investissement            | 18 680 000                            |
| 30 | Innodis                                  | SEM:HWF     | Procédé agroalimentaire   | 18 580 000                            |
| 31 | Mauritius Development Investment Trust   | SEM:MDIT    | Investissement            | 18 360 000                            |
| 32 | P.O.L.I.C.Y                              | SEM:POL     | Investissement            | 18 490 000                            |
| 33 | Mauritius Oil Refineries                 | SEM:MOR     | Procédé agroalimentaire   | 12 760 000                            |
| 34 | BlueLife                                 | SEM:BLL     | Immobilier                | 12 650 000                            |
| 35 | Agape                                    | SEM:DCPL    | Investissement            | 8 640 000                             |
| 36 | Harel Mallac                             | SEM:HML     | Investissement            | 6 660 000                             |
| 37 | Automatic Systems                        | SEM:ASL     | Télécommunications        | 5 420 000                             |
| 38 | National Investment Trust                | SEM:NITL    | Secteur financier         | 5 160 000                             |
| 39 | Mauritius Chemical & Fertilizer Industry | SEM:MCFI    | Chimique                  | 3 860 000                             |
| 40 | Plastic Industry Mtus                    | SEM:PIM     | Chimique                  | 2 040 000                             |
| 41 | Stevenhills                              | SEM:SHL     | Jeu d'argent en ligne     |                                       |